# 크림 스튜
크림 스튜(일본어: クリームシチュー) 또는 화이트 스튜(일본어: ホワイトシチュー)는 닭고기, 돼지고기 등에 감자, 양파, 당근 등의 야채를 넣고 끓인 후 화이트 소스를 넣고 우유나 수프와 함께 끓여 완성한 요리로, 일본에서 독자적으로 발전한 스튜이다.

## 역사
일본에서 화이트 소스를 이용한 요리는 다이쇼 시대부터 확인할 수 있다. 하지만 화이트 소스를 이용한 요리의 인지도가 크게 높아진 것은 제2차 세계대전이 끝난 후 학교 급식에 도입된 것이 계기가 되었다. 식량 사정이 열악했던 시절, 아이들에게 영양가 있는 식사를 제공하기 위해 정부가 주도적으로 만든 요리인 화이트 스튜가 크림 스튜의 원형이 되었다. 단, 당시 학교 급식에서 칼슘 보충을 위해 중시했던 것이 탈지분유였기 때문에, 우유가 아닌 탈지분유를 사용했다. 이후 탈지분유는 점차 우유로 대체되어 현재와 같은 크림 스튜가 되었다.
화이트 소스는 크림 스튜, 화이트 스튜 외에도 크림 고로케, 그라탱, 크림 조림 등에도 사용되어 고도성장기에 유행하게 된다. 그러나 밀가루를 버터로 볶을 때 쉽게 타지 않고, 우유로 반죽할 때 거품이 생기기 쉬운 등 시간도 많이 걸리고 손이 많이 가는 소스였다.
1966년에는 학교 급식에서 인기를 끌었던 화이트 스튜를 가정에서도 쉽게 만들 수 있는 분말 제품으로 하우스푸드에서 '크림 스튜믹스'가 출시되었다(비프 스튜믹스도 출시되었다). 개발 과정에서 아일랜드의 전통 요리인 아이리시 스튜를 참고하여 출시 초기 패키지에는 'IRISH STEW 유럽식 조림 요리'라는 문구가 적혀 있었다. 또한 '밥 반찬이 되는 스튜', '매일 식탁에 부담 없이 올릴 수 있는 스튜'도 개발의 포인트였다.

## 같이 보기
- 에자키 글리코

### 내용주
1. ↑  화이트 소스는 버터와 밀가루를 볶으면서 우유로 반죽한 소스로, 베샤멜 소스라고도 불린다.

### 참조주
1. 1 2 3 4 5 6 7  柏木珠希 (2020년 12월 6일). “クリームシチューは日本発祥　ご飯にかける？わける？”. 《NIKKEI STYLE 食の豆知識》. 1쪽. 2023년 1월 9일에 확인함.
2. 1 2 3  樋口直哉 (2022). 〈鶏とキノコのクリームシチュー〉. 《もっとおいしく作れたら》. マガジンハウス新書. マガジンハウス. ISBN 978-4838775040. 다음 글자 무시됨: ‘和書’ (도움말)
3. ↑  澁川祐子 (2012년 11월 16일). “洋食の姿をした日本料理？謎多き「クリームシチュー」の歴史(4/4)”. 《JBpress》 (Japan Business Press). 2023년 3월 27일에 확인함.
4. 1 2  阿古真理 (2021). 〈おうちで簡単、冷凍ミールキット〉. 《人気レシピ本が教えてくれたラクしておいしい令和のごはん革命》. 主婦の友社. ISBN 978-4074500970. 다음 글자 무시됨: ‘和書’ (도움말)
5. ↑  柏木珠希 (2020년 12월 6일). “クリームシチューは日本発祥　ご飯にかける？わける？”. 《NIKKEI STYLE 食の豆知識》. 2쪽. 2023년 1월 9일에 확인함.